# Ludwig von Bertalanffy
Karl Ludwig von Bertalanffy (19. září 1901 Vídeň – 12. června 1972 Buffalo) byl rakouský biolog a filosof, jeden za zakladatelů Obecné teorie systémů.

## Život
Bertalanffy studoval biologii a filosofii ve Vídni, roku 1926 obhájil práci o lékaři a filosofovi G. T. Fechnerovi. V letech 1934–1948 byl profesorem ve Vídni, 1948–1949 v Londýně, v Montrealu a 1950–1954 v Ottawě. Potom přednášel na University of Southern California (1955–58), na University of Alberta (1961–1968) a na State University of New York (SUNY) v Buffalu (1969–1972), kde také zemřel. Zabýval se fyziologií, výzkumem rakoviny a zejména obecnými vlastnostmi živých organismů a systémů vůbec.

## Model individuálního růstu
Roku 1934 uveřejnil Bertanlanffy jednoduchý model růstu, který se v různých obměnách stále užívá. V jednoduché podobě je to diferenciální rovnice, vyjadřující závislost růstu tělesné délky (L) na čase (t):
{\displaystyle L'(t)=r_{B}\left(L_{\infty }-L(t)\right)}
(kde {\displaystyle r_{B}} je Bertalanffyho koeficient růstu a {\displaystyle L_{\infty }} je cílová délka jedince při dostatku potravy).

## Obecná teorie systémů (General System Theory, GST)
Bertalanffyho teorie systémů vychází z předpokladu, že živé organismy jsou otevřené systémy, jež si se svým okolím vyměňují látky a energii a nedají se tedy popsat běžnými fyzikálními modely pro systémy uzavřené. Jeho teorie zdůrazňuje holismus oproti redukcionismu a organismus staví proti mechanismu.

### Otevřené systémy
Tradiční modely uzavřených systémů, založené na klasické fyzice a Druhé větě termodynamické, se pro popis živých systémů nehodí. Bertalanffy říká, že “běžné fyzikální formulace nelze z principu použít pro živé systémy jakožto otevřené systémy v ustáleném stavu, a můžeme se dohadovat, že řada rysů živých systémů, jež se podle fyzikálních zákonů zdají paradoxní, je důsledkem této skutečnosti.”
Obecná teorie systémů tedy hledá společné zákonitosti živých i společenských systémů a nachází například tyto:
- komplexnost
- dynamickou rovnováhu,
- zpětné vazby a
- samoorganizaci.

Bertalanffy také definuje několik druhů rovnováhy systémů:
1. Pravá rovnováha uzavřených systémů, což je stav maximální entropie, v němž se makroskopické stavové veličiny nemění, i když mikroskopické děje dále probíhají.
2. Dynamická rovnováha otevřených systémů, to jest:
  1. Průtoková rovnováha nastává v otevřených systémech, když se charakteristická veličina udržuje na stálé hodnotě dík primární regulaci.
  2. Homeostatická rovnováha, jež se udržuje sekundární regulací (zpětnou vazbou) díky zvláštnímu informačnímu systému.

Tyto principy a na nich založené teorie lze podle Bertalanffyho snadno zobecnit a aplikovat i v kybernetice a jiných oblastech věd, včetně společenských.

### Systémy ve společenských vědách
Bertalanffy uvádí jako příklad nové koncepty, zaváděné v sociologii, například “koncept obecného systému, zpětné vazby, informace a komunikace.” Přitom kritizuje klasické „atomistické” pojetí společenských systémů („metodický individualismus“) a „představy jako ‘fyzika společnosti’ jak je občas prosazují redukcionisté”. Naopak otevřené systémy se jistě prosadí nejen v sociologii, ale mimo jiné i v antropologii, ekonomii, politologii a psychologii. Bertalanffyho teorie systémů tak i dnes slouží jako můstek, spojující bádání v různých disciplínách.

## Dílo
- 1928, Kritische Theorie der Formbildung, Borntraeger. Anglicky: Modern Theories of Development: An Introduction to Theoretical Biology, Oxford University Press, New York: Harper, 1933
- 1930, Lebenswissenschaft und Bildung, Stenger, Erfurt 1930
- 1937, Das Gefüge des Lebens, Leipzig: Teubner.
- 1940, Vom Molekül zur Organismenwelt, Potsdam: Akademische Verlagsgesellschaft Athenaion.
- 1949, Das biologische Weltbild, Bern: Europäische Rundschau. Anglicky: Problems of Life: An Evaluation of Modern Biological and Scientific Thought, New York: Harper, 1952.
- 1953, Biophysik des Fliessgleichgewichts, Braunschweig: Vieweg. 2. vyd. Berlin: Akademischer Verlag, 1977
- 1953, "Die Evolution der Organismen", in Schöpfungsglaube und Evolutionstheorie, Stuttgart: Alfred Kröner Verlag, pp 53-66
- 1955, "An Essay on the Relativity of Categories." Philosophy of Science, Vol. 22, No. 4, pp. 243–263.
- 1959, Stammesgeschichte, Umwelt und Menschenbild, Schriften zur wissenschaftlichen Weltorientierung Vol 5. Berlin: Lüttke
- 1962, Modern Theories of Development, New York: Harper
- 1967, Robots, Men and Minds: Psychology in the Modern World, New York: George Braziller, 1969 hardcover: ISBN 0-8076-0428-3, paperback: ISBN 0-8076-0530-1
- 1968, General System theory: Foundations, Development, Applications, New York: George Braziller, revised edition 1976: ISBN 0-8076-0453-4
- 1968, The Organismic Psychology and Systems Theory, Heinz Werner lectures, Worcester: Clark University Press.
- 1975, Perspectives on General Systems Theory. Scientific-Philosophical Studies, E. Taschdjian (eds.), New York: George Braziller, ISBN 0-8076-0797-5
- 1981, A Systems View of Man: Collected Essays, editor Paul A. LaViolette, Boulder: Westview Press, ISBN 0-86531-094-7

První Bertalanffyho články o Obecné teorii systémů:
- 1945, Zu einer allgemeinen Systemlehre, Blätter für deutsche Philosophie, 3/4. (Extract in: Biologia Generalis, 19 (1949), 139–164.
- 1950, An Outline of General System Theory, British Journal for the Philosophy of Science 1, p. 139–164
- 1951, General system theory – A new approach to unity of science (Symposium), Human Biology, Dec 1951, Vol. 23, p. 303–361.